# Mimosa lingvatouana
Mimosa lingvatouana är en ärtväxtart som först beskrevs av Henri Ernest Baillon, och fick sitt nu gällande namn av Villiers. Mimosa lingvatouana ingår i släktet mimosor, och familjen ärtväxter. Inga underarter finns listade i Catalogue of Life.